# 교고쿠 아야
교고쿠 아야(일본어: 京極あや)는 일본의 비디오 게임 디렉터 및 프로듀서이다. 닌텐도의 개발부서 닌텐도 기획제작본부 제5부의 현 관리자로, 《동물의 숲》, 《스플래툰》, 《Wii 스포츠》 등의 작품들을 감독한다. 2008년부터 《동물의 숲》 시리즈의 프로듀서, 디렉터 및 감독으로서 현재까지 활동하는 것으로 유명하다.

## 참여 작품
| 출시연도 | 게임                         | 배급사   | 역할                     |
| -------- | ---------------------------- | -------- | ------------------------ |
| 2000     | deSPIRIA                     | 아틀러스 | 보조 플래너              |
| 2001     | 부신: 위저드리 얼터너티브    | 아틀러스 | 보조 디렉터              |
| 2004     | 젤다의 전설 4개의 검+        | 닌텐도   | 스크립트라이터           |
| 2006     | 젤다의 전설 황혼의 공주      | 닌텐도   | 스크립트라이터           |
| 2008     | 타운으로 놀러가요 동물의 숲  | 닌텐도   | 시퀀스 디렉터            |
| 2012     | 튀어나와요 동물의 숲         | 닌텐도   | 디렉터                   |
| 2013     | 동물의 숲 코모레비 광장      | 닌텐도   | 프로듀서                 |
| 2015     | 동물의 숲 해피 홈 디자이너   | 닌텐도   | 프로듀서                 |
| 2015     | 동물의 숲 아미보 페스티벌    | 닌텐도   | 디렉터                   |
| 2016     | 튀어나와요 동물의 숲 amiibo+ | 닌텐도   | 프로듀서                 |
| 2017     | 동물의 숲 포켓 캠프          | 닌텐도   | 슈퍼바이저               |
| 2018     | 슈퍼 스매시 브라더스 얼티밋  | 닌텐도   | 오리지널 게임 슈퍼바이저 |
| 2020     | 모여봐요 동물의 숲           | 닌텐도   | 디렉터                   |

## 참고 문헌
- "How to Turn a New Leaf at the Animal Crossing", 2014년 3월 게임 개발자 회의서 교고쿠 아야와 에구치 카츠야가 진행한 패널